# Émile-Augustin Chazot
Pour les articles homonymes, voir Chazot (homonymie).
Émile-Augustin Chazot (27 septembre 1805, Saint-Chély - 17 janvier 1854, Nîmes), est un magistrat et homme politique français.

## Biographie
Il entra dans la magistrature et devint procureur du roi à Largentière. 
Le 4 novembre 1837, il est élu député de la Lozère (Marvejols). Il siégea dans la majorité conservatrice, et soutint de son vote le ministère Molé dans la question de l'adresse de 1839. Réélu le 2 mars 1839, Chazot dut se présenter à nouveau devant ses électeurs le 18 juillet 1840, ayant reçu du gouvernement le poste de conseiller à la cour royale de Nîmes. Il continua de soutenir à la Chambre le gouvernement.
Réélu le 1er août 1846, il continua de voter jusqu'en 1848, avec les conservateurs. La Révolution de février 1848 le fit rentrer dans la vie privée et il mourut conseiller à la cour impériale de Nîmes.
Marié à la petite-fille de Jean-Noël d’Estrehan, il est le beau-père de Louis Aguillon.